# Wells Fargo Center (Philadelphia)
Wells Fargo Center (tidligere kendt som CoreStatesCenter, First Union Center og Wachovia Center) er en sportsarena i Philadelphia i Pennsylvania, USA, der er hjemmebane for både NHL-klubben Philadelphia Flyers og NBA-holdet Philadelphia 76ers. Arenaen har plads til ca. 21.600 tilskuere, og blev indviet den 31. august 1996. Centerets navn skyldes et navnesponsorat med finanskoncernen Wells Fargo.
Wachovia Center er desuden ofte arrangør af koncerter, og Aerosmith, Paul McCartney, Rolling Stones, U2 og Metallica er blandt de navne der har optrådt i arenaen.